# Стаховичі
Стаховичі — козацько-старшинський, згодом — дворянський рід, що походить від Андрія Кипріяновича-Федоровича С. (р.н. невід. — п. до 1715), сотника седнівського (1691, 1693—95), білоуського (імовірно, 1697) та городницького (1699—1714). Його нащадки служили військовими товаришами та бунчуковими товаришами. До цього роду належать Пармен Іванович (бл. 1790 — після 1860), учасник Кримської війни 1853—1856, начальник артилерії діючої армії (1855—56), генерал від артилерії (1859), та його син Михайло Парменович (1844—95), генерал-майор (1893), служив в армійській кавалерії. Від рідного брата Пармена — Олександра Івановича (бл. 1796 — після 1838), учасника Війни 1812 та закордонного походу російської армії 1813—14, відставного капітана (1819) — бере початок орловська гілка роду. До неї належали: Михайло Олександрович (1820—58), поет і прозаїк («Изба» (1854), «Наездники» (1854), «Ночное» (1855) та ін.), мемуарист (спогади про П.Киреєвського), перекладач (Г.Гейне, Й.-В.Гете та ін.), фольклорист і музикант («Собрание русских народных песен» у власній аранжировці (1854—55), «Очерки истории семиструнной гитары»; 1854—55), співробітник часописів «Москвитянин», «Современник», «Русская беседа», за суспільними поглядами та літературним напрямом належав до кола «молодої редакції „Москвитянина“»; Олександр Олександрович (1830—1913), таємний радник, шталмейстер імператорського двору (1881), відомий орловський кіннозаводчик, член Головного управління державного кіннозаводства (1898—1913), любитель драматичного мистецтва і літератури, талановитий актор-аматор, приятель Л.Толстого; Олексій Олександрович (1856—1919), актор театру і кіно та театральний діяч, ад'ютант московського генерал-губернатора великого князя Сергія Олександровича (1891—1905), генерал-майор (1905), із 1902 — один із пайщиків, з 1907 — один із директорів Московського художнього театру, 1907 вийшов у відставку, 1911—19 — актор Московського художнього театру (Репетилов («Горе от ума» О.Грибоєдова), Князь Абрезков («Живой труп» Л.Толстого) та ін.); Олександр Олександрович (1858—1915), журналіст, громадський та політичний діяч, земський начальник м. Єлець (нині місто Липецької обл., РФ; 1891—95), єлецький повітовий предводитель дворянства (1895—1904), співробітник «Русских ведомостей», «Русского слова», «Русской мысли», редактор «Русской молвы» (1915—16), один із засновників «Союза освобождения» та член Конституційно-демократичної партії, член 2-ї Державної думи Російської імперії (1907), один із засновників «Всероссийского земского союза» (див. Земський союз; 1914); Михайло Олександрович (1861—1923), відомий громадський і політичний діяч, єлецький повітовий і орловський губернський земський гласний (1883—92), єлецький повітовий (1892—95) та орловський губернський (1895—1906) предводитель дворянства, член 1-ї та 2-ї Державних дум Російської імперії (1906—07), один із засновників «Союзу 17 октября» (див. Октябристи; 1905—06), член Державної ради Російської імперії від Орловської губернії (1907—17), за часів Тимчасового уряду — генерал-губернатор Фінляндії (1917) та посланник в Іспанії (1917), приятель Л.Толстого та голова Ради Товариства Толстовського музею, мемуарист; Павло Олександрович (1865 — після 1917), учасник російсько-японської війни 1904—1905, генерал-лейтенант (1913), генерал для особливих доручень при генерал-інспекторі кавалерії (1912—15), член (з 1913), керуючий (з 1915) та головний керуючий (з 1917) Головного управління державного кіннозаводства; Олександр Олександрович (1884—1959), економіст, військовий історик, колекціонер, літератор, видавець, церковний, громадський та спортивний діяч еміграції; його діти — Олександр Олександрович (1921—86), економіст, правник, перекладач, культурний діяч, відповідальний співробітник апарату Європейського економічного співтовариства; Марія Олександрівна (1924—2009), філолог-русист, перекладач, генеалог та громадська діячка; онук — Микола Олександрович (1958—94), докторр психології, літератор, автор книги «Афоризми Гральфа» (Орел, 1996).
Рід внесений до 1-ї та 2-ї частин Родовідних книг Чернігівської, Полтавської та Орловської губерній.